# Zingiber martinii
Zingiber martinii là một loài thực vật có hoa trong họ Gừng. Loài này được Rosemary Margaret Smith miêu tả khoa học đầu tiên năm 1988 (xuất bản năm 1989).

## Mẫu định danh
Mẫu định danh: Burtt B.L. & Martin A.M. B 5302; thu thập ngày 29 tháng 9 năm 1967 trên đảo Borneo, ở tọa độ khoảng 3°58′32″B 115°33′22″Đ / 3,97556°B 115,55611°Đ, ven suối gần trại số 3 trên đường từ Bakelalan tới núi Murud, trên ranh giới giữa tỉnh số 4 và số 5 (tương ứng hiện nay là các tỉnh Miri và Limbang), bang Sarawak, Malaysia. Mẫu holotype lưu giữ tại Vườn Thực vật Hoàng gia tại Edinburgh (E).

## Phân bố
Loài bản địa đảo Borneo, được tìm thấy tại bang Sarawak, Malaysia. Môi trường sống là rừng, ở cao độ tới 1.700 m.